# Axinellidae
Famille
Les Axinellidae sont une famille d'éponges démosponges, de l'ordre des Axinellida.
Ces espèces constituent des écosystèmes marins vulnérables.

## Liste des genres
Selon World Register of Marine Species (23 juin 2014) :
- genre Auletta Schmidt, 1870
- genre Axinella Schmidt, 1862
- genre Cymbastela Hooper & Bergquist, 1992
- genre Dragmacidon Hallmann, 1917
- genre Dragmaxia Hallmann, 1916
- genre Ophiraphidites Carter, 1876
- genre Pararhaphoxya Burton, 1934
- genre Phakellia Bowerbank, 1862
- genre Phycopsis Carter, 1883
- genre Pipestela Alvarez, Hooper & van Soest, 2008
- genre Ptilocaulis Carter, 1883
- genre Reniochalina Lendenfeld, 1888